# Ratatouille (film)
Ratatouille este un film animat, din 2007, creat de Pixar și distribuit de Walt Disney Pictures. El este al 8-lea film produs de Pixar și a fost regizat de Brad Bird. Titlul se referă la o mâncare franțuzească ce este servită spre sfârșitul filmului dar este și un joc de cuvinte referitor la specia personajului principal al filmului (rat = șobolan).
Filmul urmărește aventurile lui Remy, un șobolan ce visează să devină bucătar și încearcă să-și atingă scopul printr-o înțelegere cu un băiat ce duce gunoiul de la un restaurant din Paris. Ratatouille a fost lansat pe 29 iunie 2007 în SUA și, printre alte premii, a câștigat Academy Award for Best Animated Feature. Premiera românească a avut loc pe 7 septembrie 2007, în varianta dublată și subtitrată, fiind distribuit de Prooptiki, ulterior filmul este disponibil pe DVD și Blu-Ray, distribuit de Prooptiki și Provideo.

## Personaje principale
- Patton Oswalt ca Remy, un guzgan de la țară, cu mintea obsedată de ciuperci, blană sură și care bântuie hambarele sătenilor,  ce vrea să devină bucătar.
- Lou Romano ca Alfredo Linguini, un băiat neîndemânatic ce face curățenie prin restaurantul "Gustave's"; el devine un bucătar renumit ajutat de Remy; el este fiul lui Gusteau și se îndrăgostește de Collette.
- Janeane Garofalo ca Collette Tatou, singura femeie-bucătar din restaurant, devine prietena lui Alfredo.
- Ian Holm ca Skinner, proprietarul restaurantului "Gusteau's" (după moartea lui Gusteau) și principalul personaj negativ al filmului.
- Peter O'Toole ca Anton Ego, un temut degustător de mâncăruri, ce retrage o stea din ratingul restaurantului, lucru ce provoacă moartea lui Gusteau.
- Brad Garrett ca Auguste Gusteau, un bucătar-șef decedat; el apare ca o plăsmuire a conștiinței lui Remy și îi dă sfaturi.
- Brian Dennehy ca Django, tatăl lui Remy și al lui Emile. El își dorește ca fiul lui să rămână în colonie și urăște oamenii.
- Peter Sohn ca Emile, fratele mai mare al lui Remy. El îi este loial lui Remy și, spre neplăcerea acestuia, îi place să mănânce orice gunoi care pare comestibil.